# Poekebeek
De Poekebeek is een kleine rivier of beek in de Belgische provincies West- en Oost-Vlaanderen, en was een deel van de vroegere bovenloop van de Durme. Ze heeft een stroomgebied van ongeveer 11.000 ha, en mondt uit in het Schipdonkkanaal. Voor het bestaan van dit kanaal liep de Poekebeek verder noordwaarts via Landegem en Merendree naar Vinderhoute, in wat nu de Oude Kale heet, en zo verder via Evergem, Lokeren en Waasmunster naar Hamme, waar ze uitmondde in de Schelde als de rivier de Durme.

## De beek

### Verloop

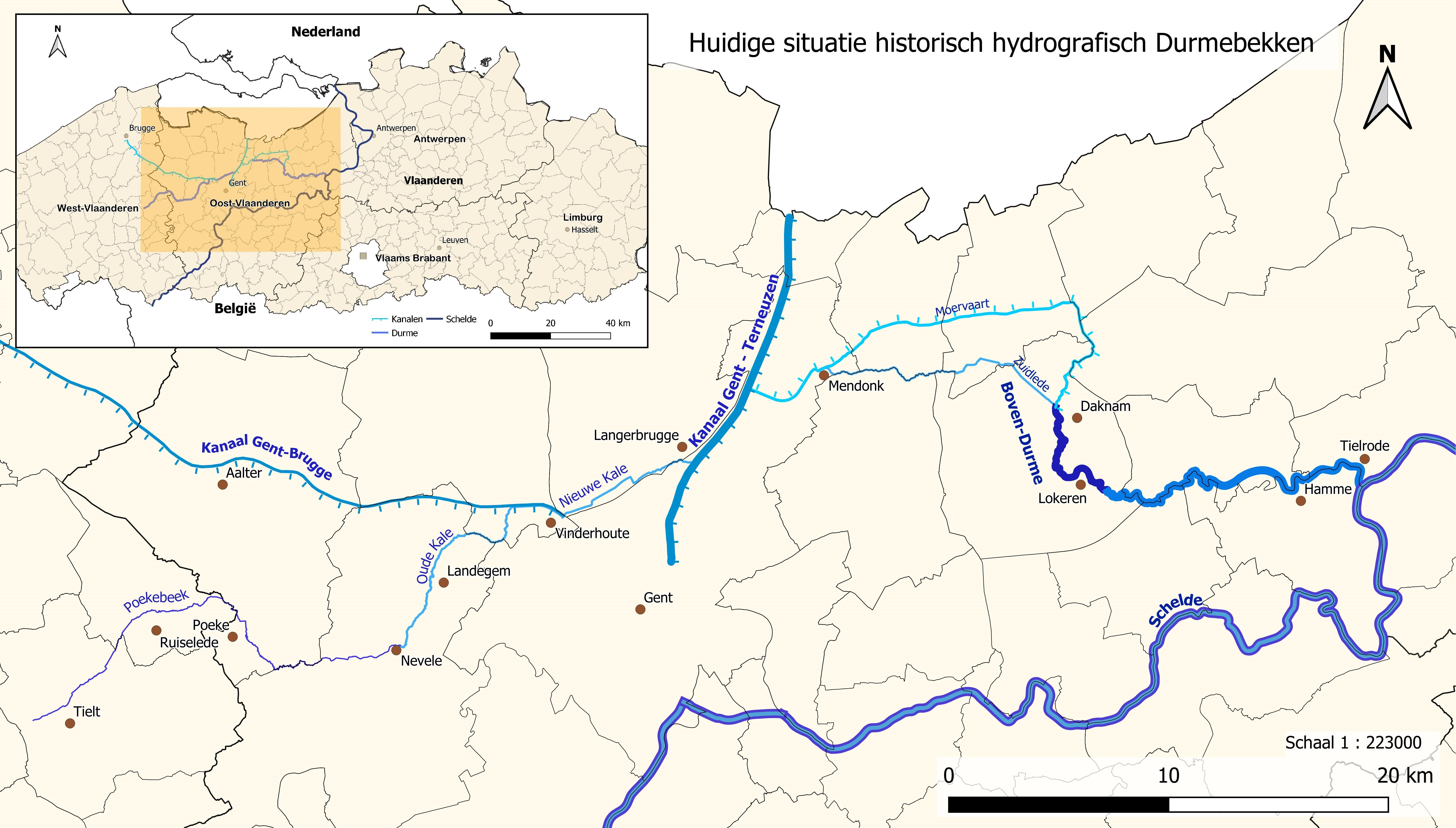
Deze kaart toont de huidige waterlopen en kanalen van het historische hydrografische bekken van de Durme voor de aanpassingen in de loop van de rivier door de mens.

De Poekebeek ontspringt te Tielt en loopt aanvankelijke noordoostwaarts door Ruiselede, ter hoogte van de monding van de Wantebeek buigt ze af in zuidelijke richting en stroomt zo door Poeke tot waar de Reigerbeek er in uitmondt. Vanaf hier loopt de rivier in oostelijke richting verder door en langs Lotenhulle, Vinkt en Poesele om te Nevele uit te monden in het Schipdonkkanaal. De Klaphullebeek, Budingsbeek, Neringbeek en Neerschuurbeek zijn zijbeken van de rivier.
Tijdens de winter en bij overvloedige regen is de meanderende rivier goed te volgen van op afstand in het landschap. Naastliggende weiden en akkers zijn dan meestal overstroomd, vooral in de bochten.

### Visbestand
Voorkomende vissen in de rivier zijn: baars, giebel, karper, riviergrondel, blauwbandgrondel, blankvoorn, rietvoorn, winde, paling en stekelbaars.

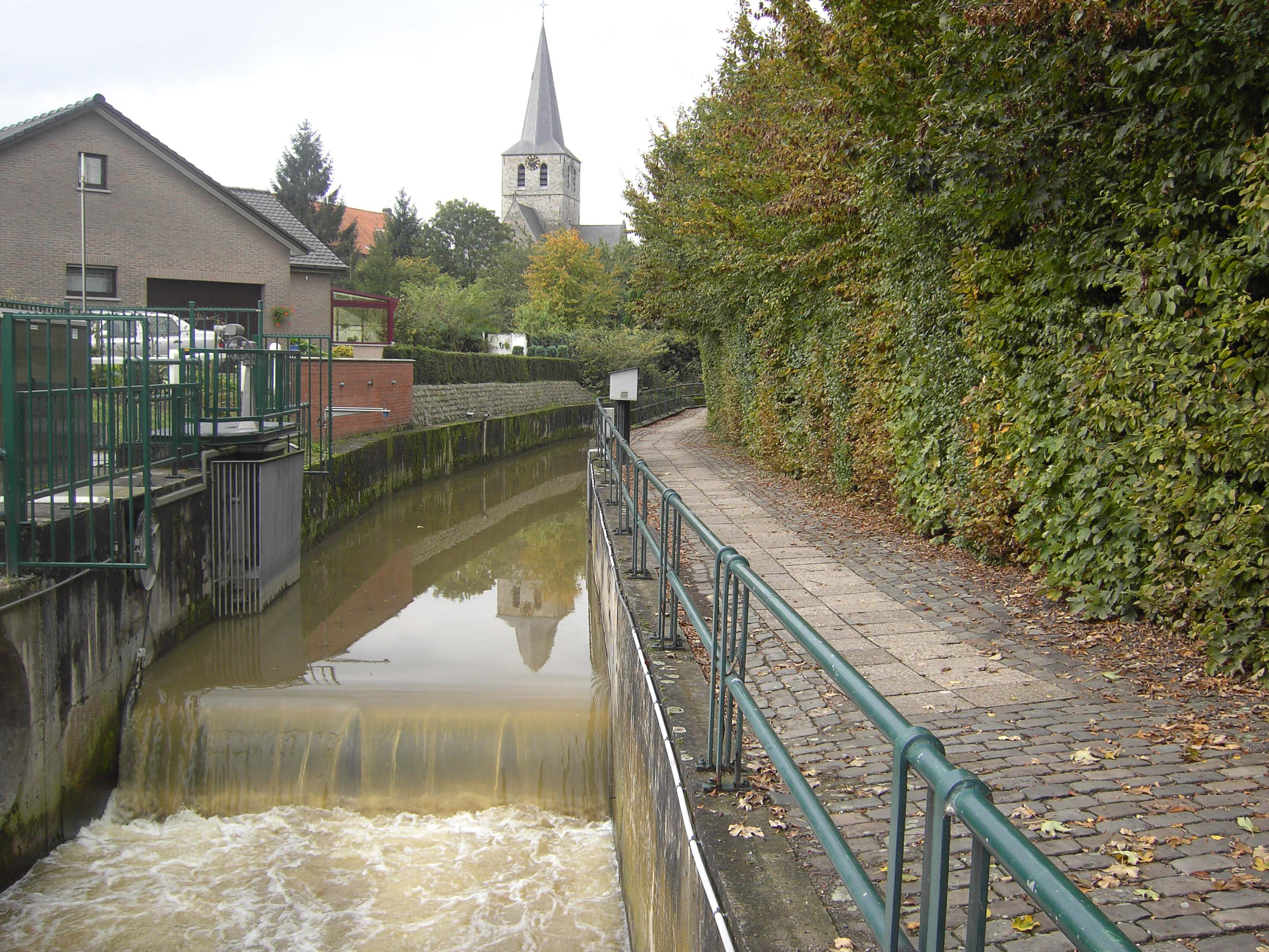
De Poekebeek nabij de monding in het Schipdonkkanaal te Nevele
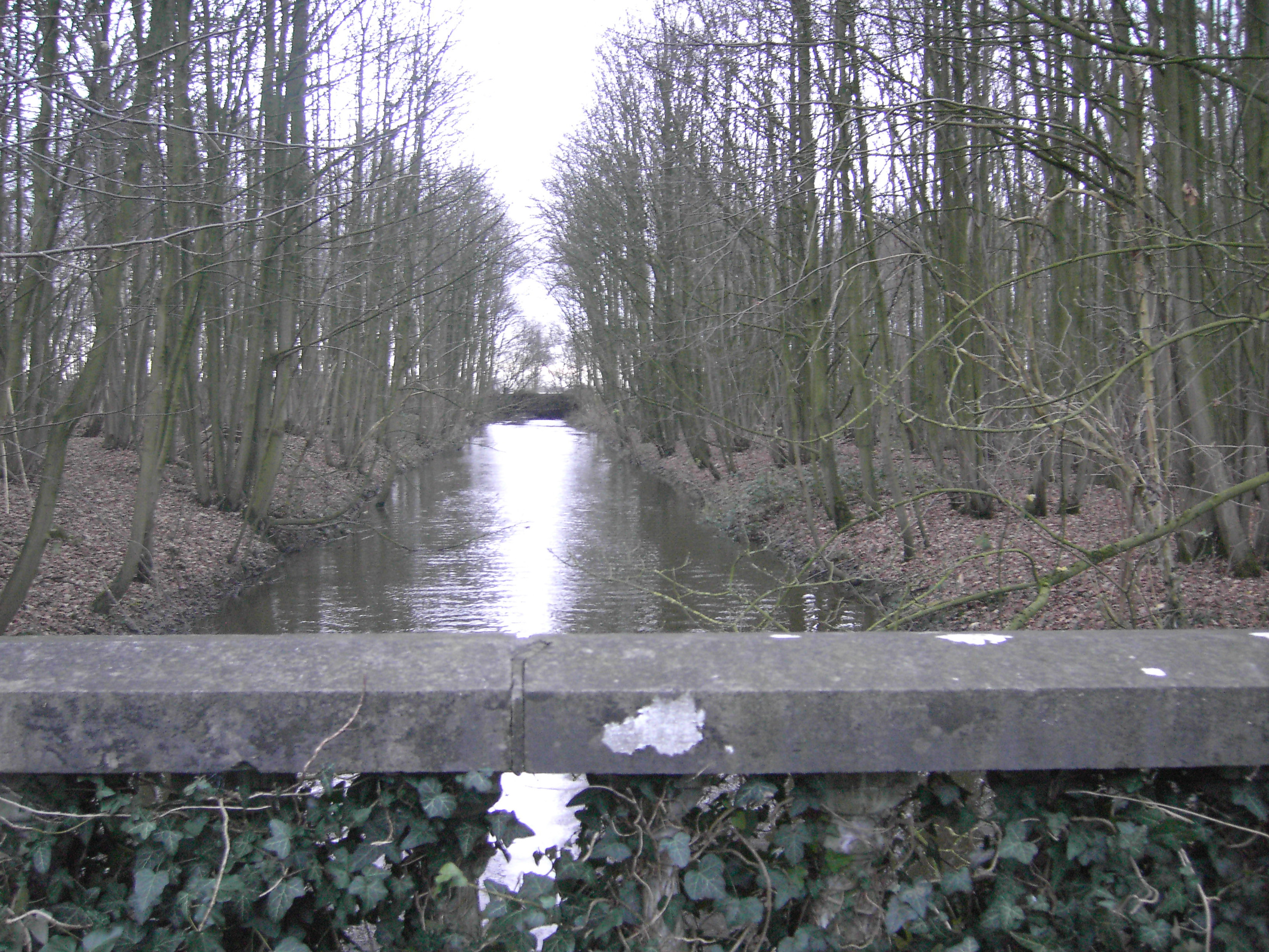
De Poekebeek in het kasteelpark van Poeke
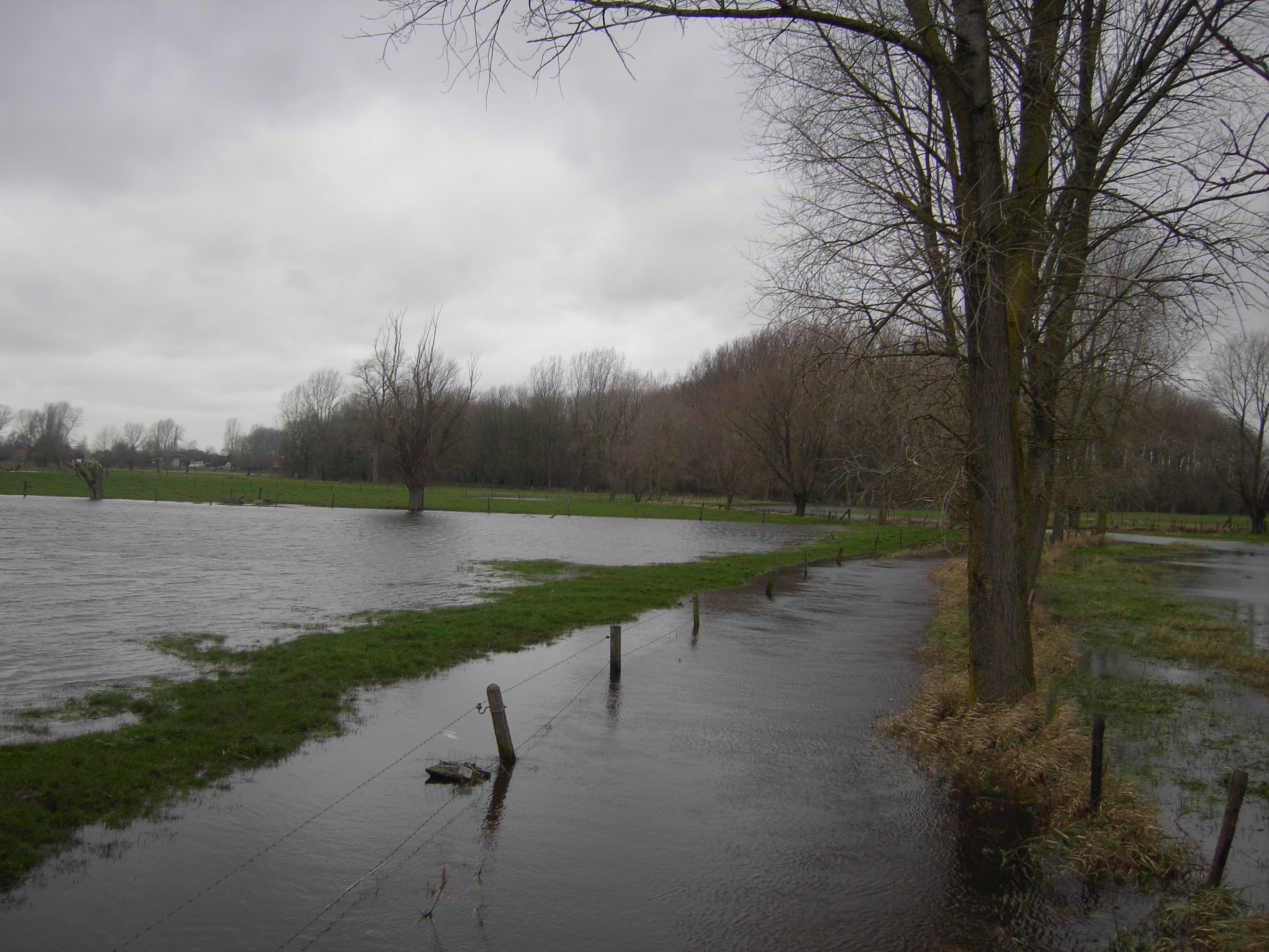
Poekebeek buiten haar oevers in winter 2007-2008, op de grens van Ruiselede met Aalter
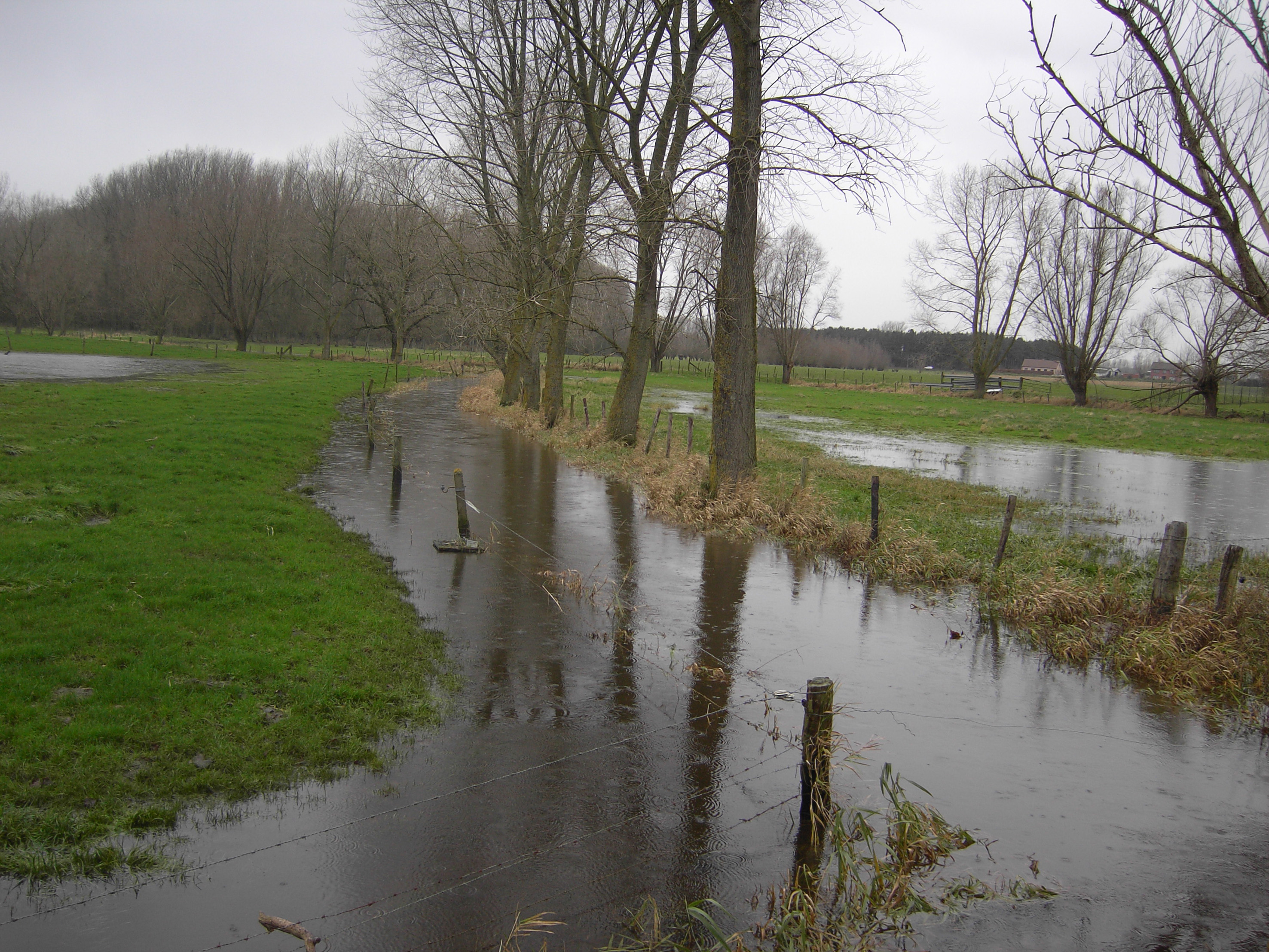
Dezelfde foto maar drie dagen later ter hoogte van de Mortelwalstraat te Ruiselede
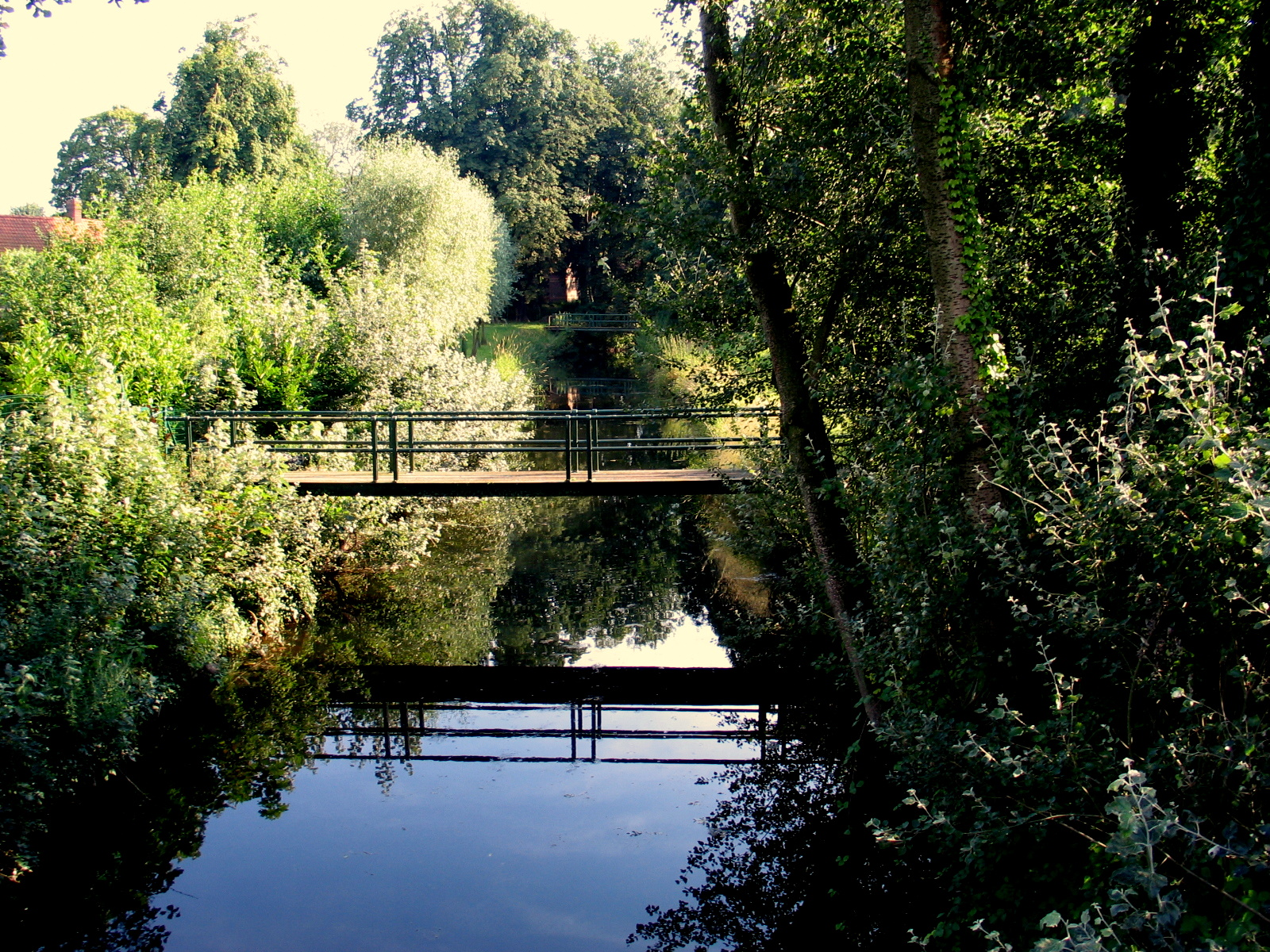
De Poekebeek in Nevele

## Trivia
- De Poekebeek stond centraal in de gelijknamige sketch in de Vlaamse humoristische televisiereeks In de gloria.